# Amazona aestiva
Amazona aestiva là một loài chim trong họ Psittacidae.

## Hình ảnh

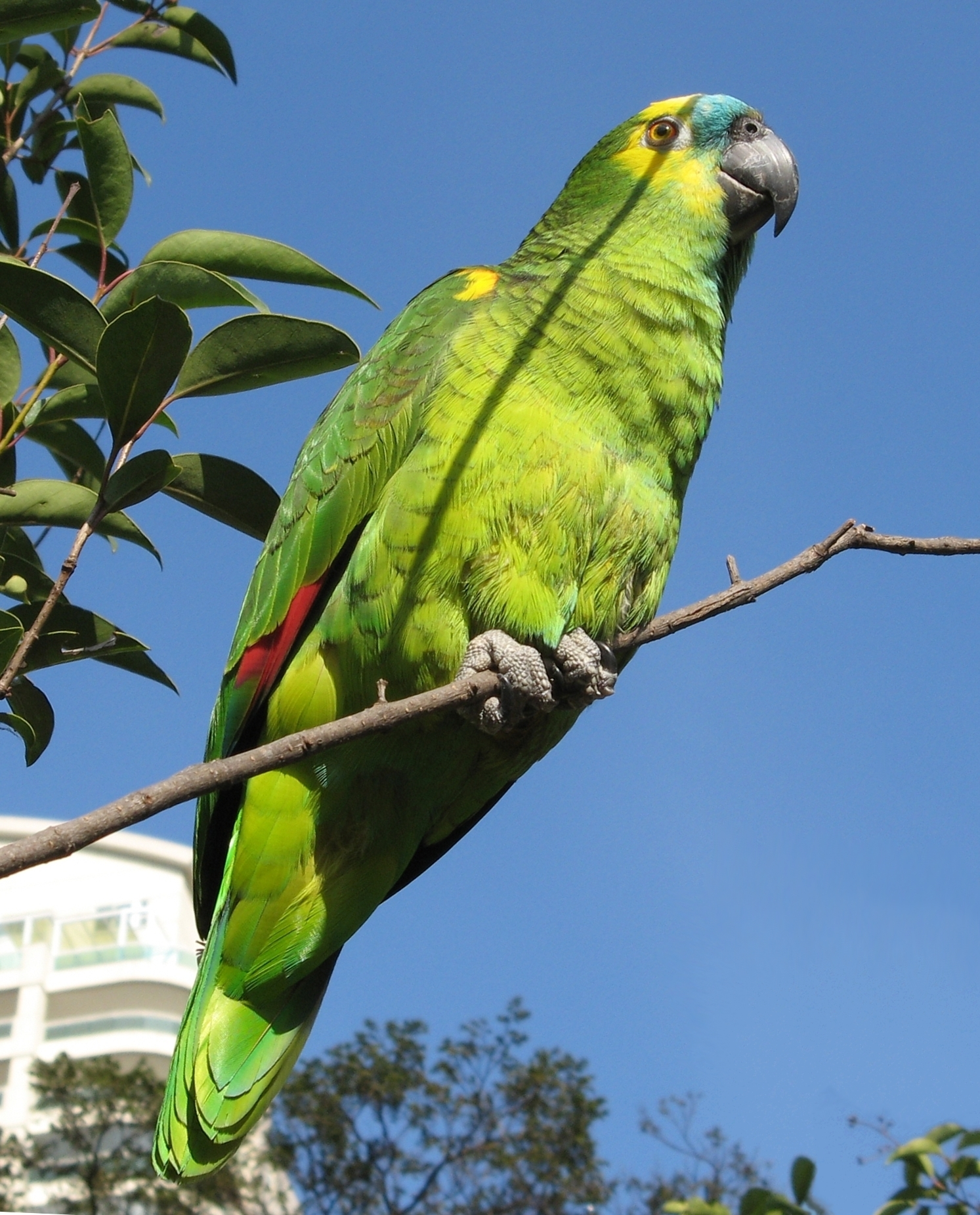
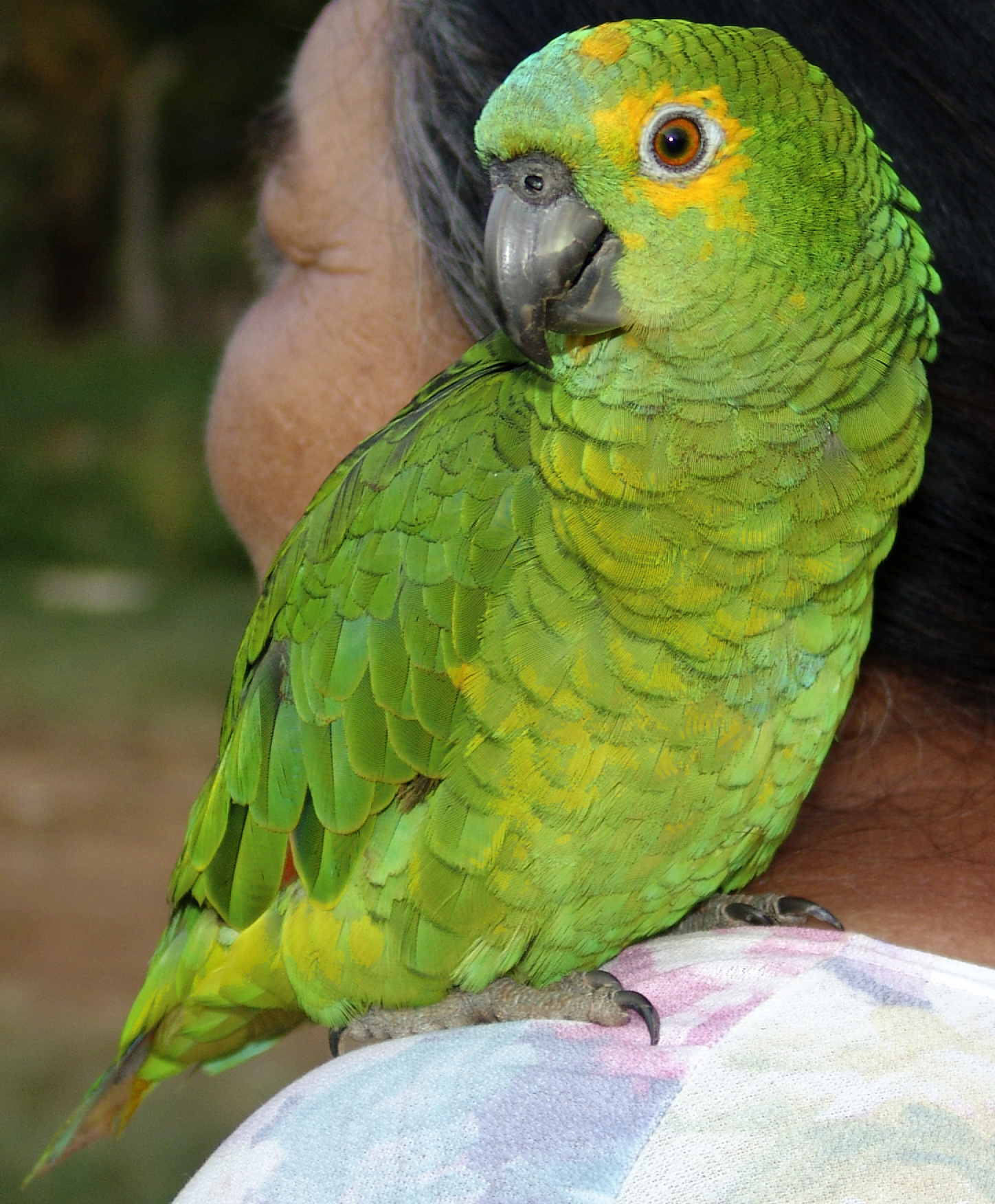
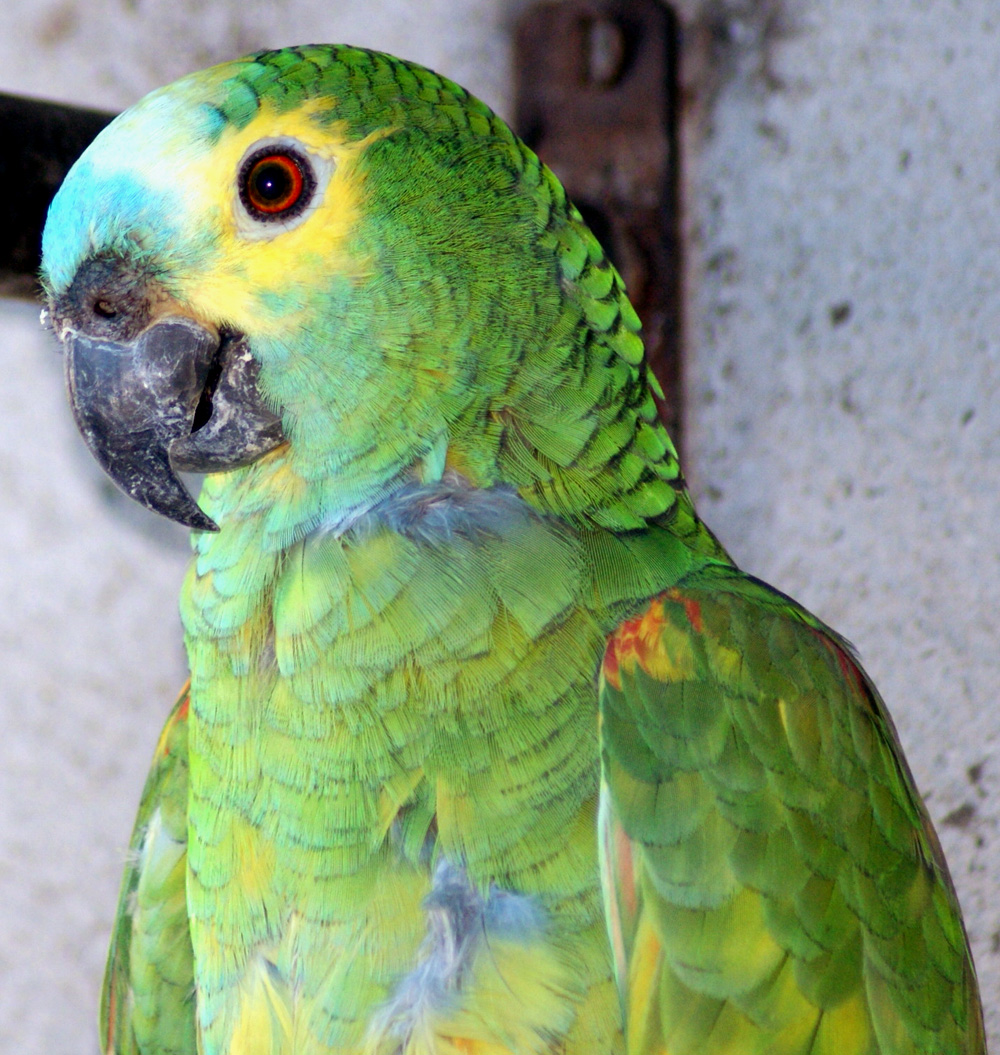
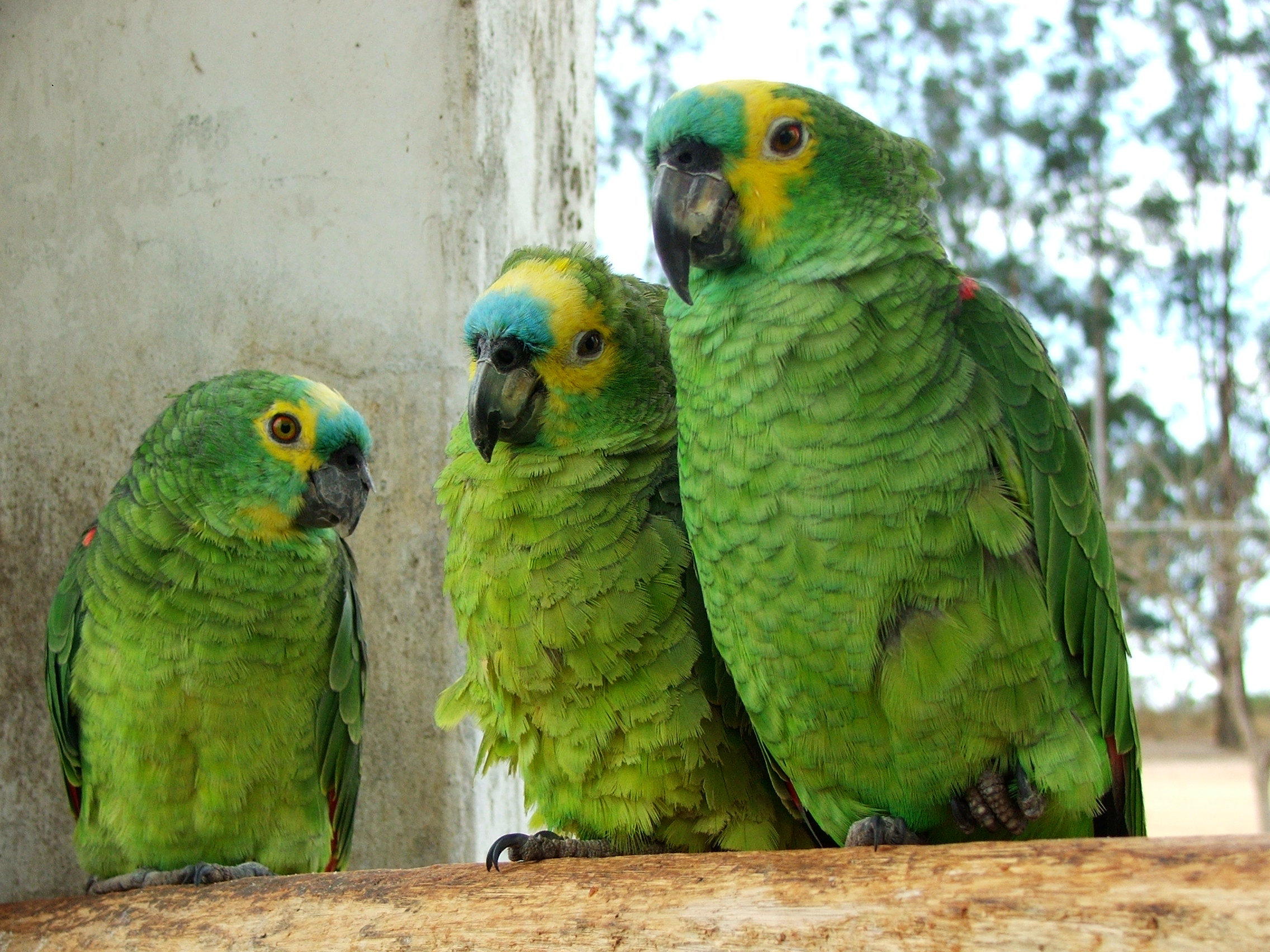
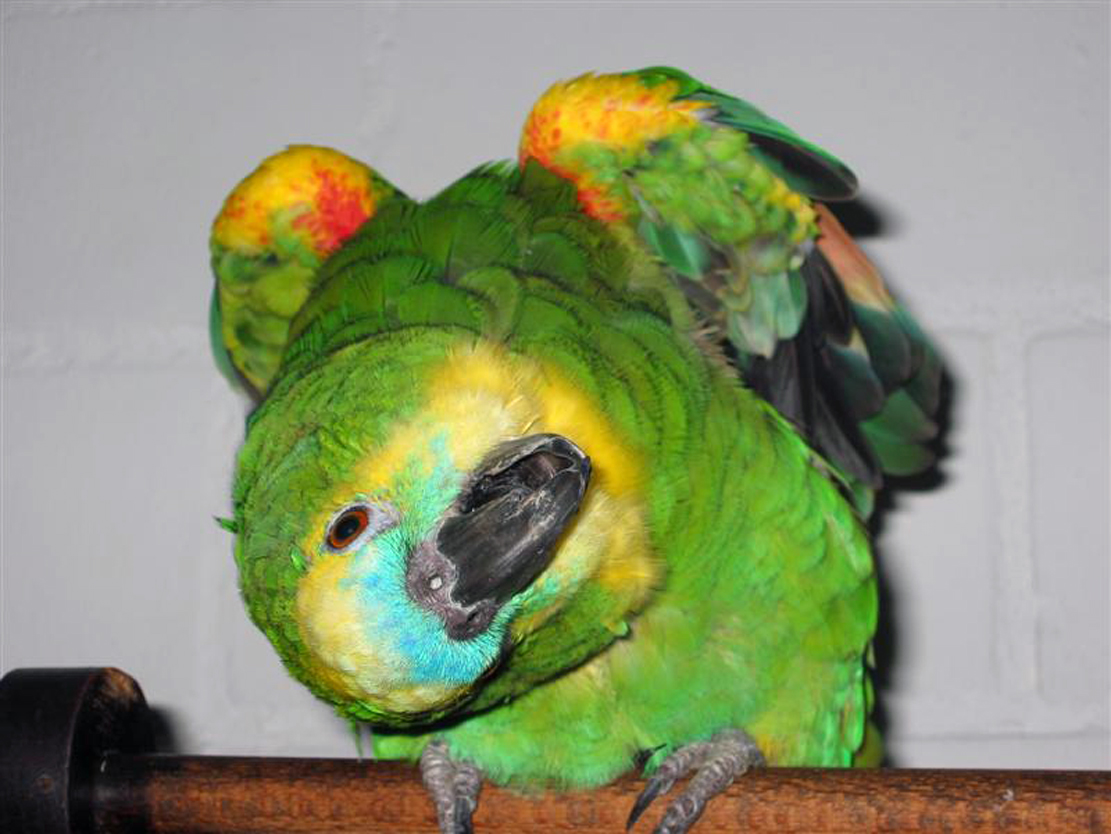
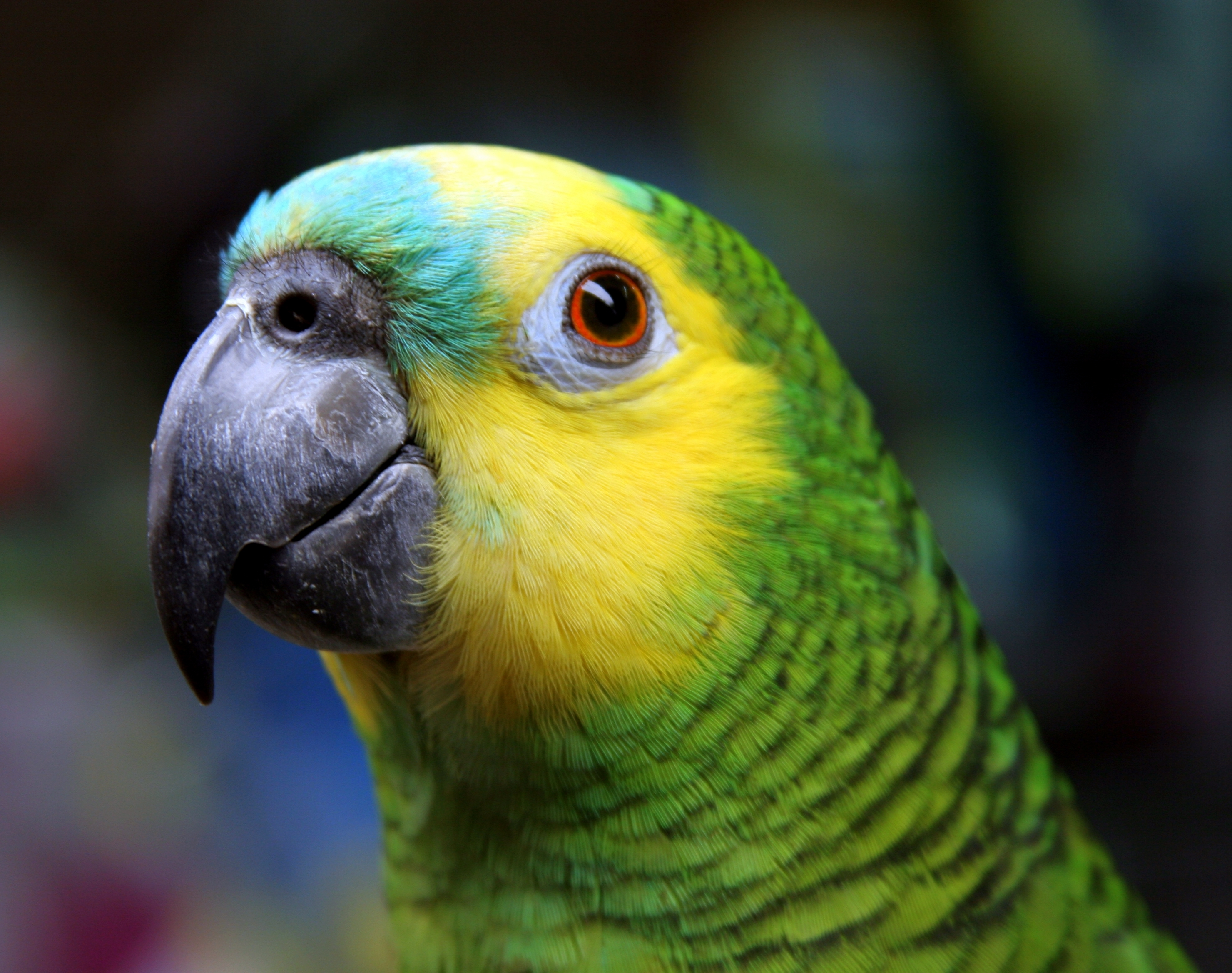
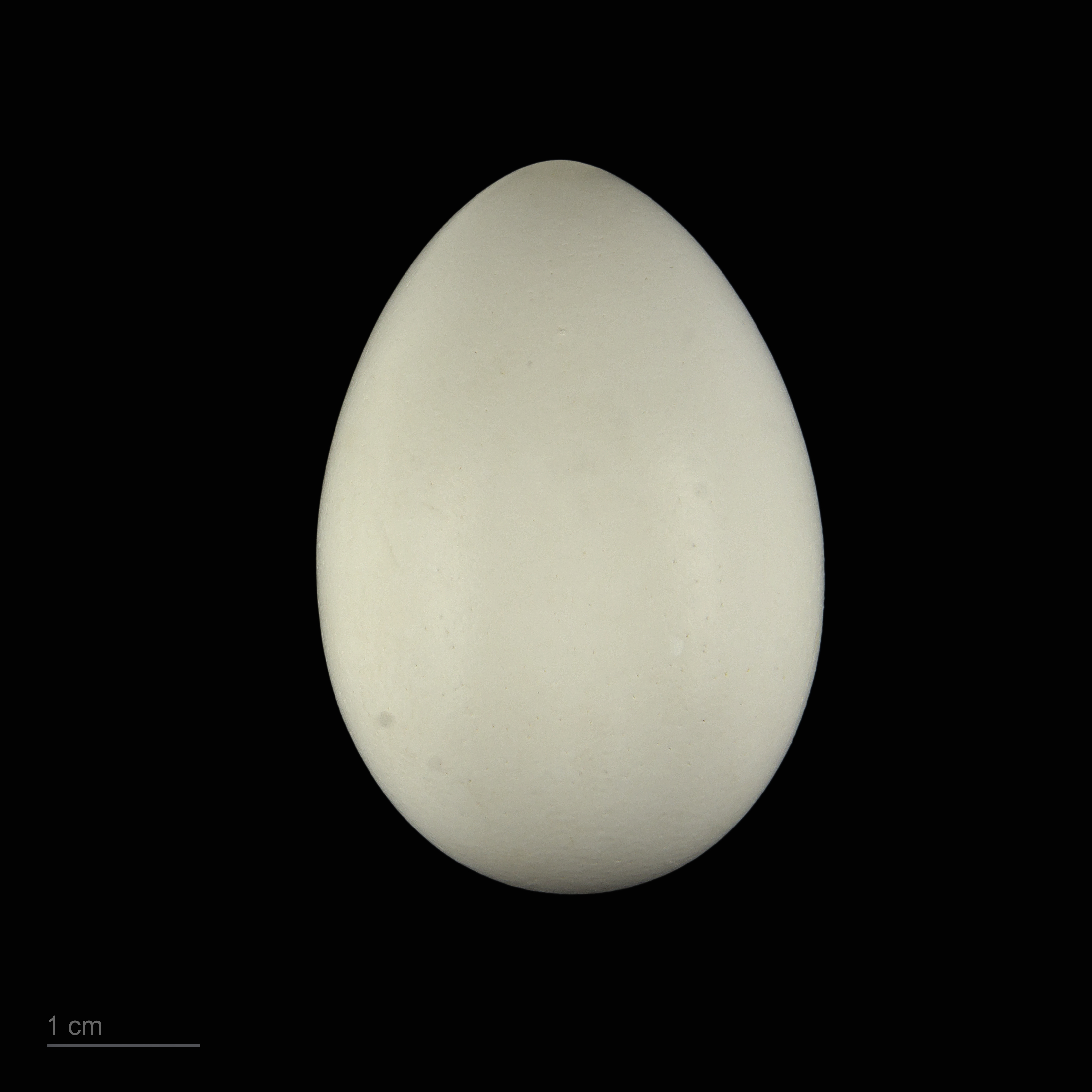
Museum specimen